# Hans O. Lüders
Hans Otto Lüders ist ein US-amerikanischer Neurologe.
1978 kam er zur Cleveland-Klinik und wurde Leiter deren EEG-Abteilung. Sein Forschungsgebiet ist die Epileptologie.
Er ist Professor an der Case Western Reserve University und am Cleveland Medical Center.

## Auszeichnungen
- Ambassador of Epilepsy 2001
- Hans Berger Award 2010
- Willian G. Lenox Award 2014
- Herbert H. Jasper Award 2017
- Otfrid-Foerster-Medaille der Deutschen Gesellschaft für Epileptologie 2025[1]
- Ehrenmitglied International Federation of Clinical Neurophysiology
- Mitglied Deutsche Gesellschaft für Epileptologie, Deutsche Gesellschaft für Klinische Neurophysiologie und Funktionelle Bildgebung (DGKN), und Japanese Society of Neurology

## Schriften
- Ronald P. Lesser, Hans Lüders (Hrsg.): Epilepsy : Electroclinical Syndromes. Softcover reprint of the original 1st ed. 1987. Springer, London 2011, ISBN 978-3-540-16205-6.
- H. Lüders, J. Acharya, C. Baumgartner, S. Benbadis, A. Bleasel, R. Burgess, D. S. Dinner, A. Ebner, N. Foldvary, E. Geller, H. Hamer, H. Holthausen, P. Kotagal, H. Morris, H. J. Meencke, S. Noachtar, F. Rosenow, A. Sakamoto, B. J. Steinhoff, I. Tuxhorn, E. Wyllie: Semiological seizure classification. In: Epilepsia. Band 39, Nr. 9, Sep 1998, S. 1006–1013. doi:10.1111/j.1528-1157.1998.tb01452.x.
- Felix Rosenow, Hans Lüders: Presurgical evaluation of epilepsy. In: Brain. Volume 124, Nr. 9, September 2001, S. 1683–1700, doi:10.1093/brain/124.9.1683.
- Deep Brain Stimulation and Epilepsy. CRC Press, London 2003.
- H. O. Lüders, I. Najm, D. Nair, P. Widdess-Walsh, W. Bingman: The epileptogenic zone: general principles. In: Epileptic Disord. 8 Suppl 2, Aug 2006, S. S1-9.
- Hans Lüders (Hrsg.): Textbook of Epilepsy Surgery . Taylor & Francis, 2008, ISBN 978-1-84184-576-0.